# Ringarda
Ringarda fou reina d'Aquitània del 822 al 832 i del 834 al 838, com a esposa del rei Pipí I d'Aquitània. Era filla del comte Teodebert de Madrie. Es va casar amb Pipí a Attigny després de l'assemblea d'Attigny del 822. Va tenir amb el rei dos fills: Pipí II d'Aquitània (vers 823-† 864), rei (839-852); i Carles d'Aquitània (~828- 863) que fou arquebisbe de Magúncia.